# Strong Enough (chanson de Sheryl Crow)
Pour les articles homonymes, voir Strong Enough.
Singles de Sheryl Crow
All I Wanna Do
(1994) Can't Cry Anymore
(1995)
Pistes de Tuesday Night Music Club
Leaving Las Vegas
(2) Can't Cry Anymore
(4)
Strong Enough est une chanson de l'autrice-compositrice-interprète américaine Sheryl Crow extraite de son premier album, Tuesday Night Music Club (1993). La chanson atteint la cinquième place du Billboard Hot 100 américain et s'y installe durant trois semaines consécutives. En Australie, il brigue avec succès la troisième place et devient numéro un au Canada, soit son deuxième titre classé au palmarès après « All I Wanna Do ». En Australie, la chanson est certifiée platine pour ses ventes dépassant les 70 000 exemplaires.
Sheryl Crow interprète ce titre dans son album live Sheryl Crow and Friends: Live from Central Park aux côtés des Dixie Chicks. Par la suite, le titre se retrouvera dans l'album des plus grands succès de Sheryl Crow, The Very Best of Sheryl Crow.

## Linguistique du titre
Strong Enough prononcé en anglo-américain : [stɹɔŋ ɪˈnʌf] peut se traduire par assez solide, qui est une reprise d'un élément du refrain : ♫Are you strong enough to be my man? (« Es-tu assez solide pour être mon homme ? »). 

## Contexte et composition
Strong Enough est une chanson pop-folk acoustique. Dans les performances live, Sheryl Crow y joue souvent de l'accordéon, bien que l'instrument ne figure pas dans l'enregistrement d'origine.
La chanson est écrite dans une tonalité en ré majeur avec un tempo modérément lent de 79 battements par minute sur un chiffrage insolite de mesure en 
. Il suit une progression d'accords de D – G5 – Bm♭6 – A, et Sheryl Crow compose sur un spectre vocal de A3 à B4.
Au niveau des paroles, la chanson place la narratrice dans une relation frustrée, cherchant du réconfort auprès de son partenaire, malgré le fait que les engagements de ce dernier ne soient peut-être pas aussi sincères que les siens.

## Le regard des critiques
Steve Baltin de Cash Box écrit : « Dans la foulée de son "All I Wanna Do" plein d'entrain, Crow revient avec une ballade, qui a été co-écrite par David Baerwald, issu du duo rock David & David, avec cinq autres co-auteurs. Et pourtant, même avec tous ces coups de main, la chanson est une chanson d'amour des plus classiques. Simple dans l'arrangement bien qu'offrant quelques perles mélodiques, le véritable objectif est de mettre en valeur les talents vocaux de Crow, pari gagné. Bien que la chanson ne soit peut-être pas un aussi grand succès que ses deux premiers singles, elle place Crow sur le long terme et demeure susceptible de devenir un Goliath de l'adult contemporary,. »
Alan Jones de Music Week décrit « Strong Enough » comme « une autre chanson agréable, bien que moins commerciale [que "All I Wanna Do"] - une pièce folk et discrète. Pas un énorme single, mais il attirera davantage l'attention sur son album, Tuesday Night Music Club,. »

## Clip musical
Il s'agit d'un clip vidéo sobre, en noir et blanc, réalisé par Martin Bell. Il présente Sheryl Crow dans une pièce en grande partie vide, chantant alternativement la chanson dans un microphone et faisant les cent pas avec anxiété dans la pièce.

## Disponibilités du titre
| - Single CD US et Australie, 1. Strong Enough (version LP) – 3:40 2. All I Wanna Do (live) – 4:12 3. Reach Around Jerk" (live) – 4:22 4. Leaving Las Vegas (live) – 5:29 - Single 45t (7 pouces) US A. Strong Enough – 3:10 B. Run Baby Run – 4:53 - Single cassette 2-titres US 1. Strong Enough 2. What Can I Do for You - Single 45t (7 pouces) Royaume-Uni A. Strong Enough B. No One Said It Would Be Easy | - CD1 Royaume-Uni 1. Strong Enough 2. All by Myself 3. Strong Enough (live at the Borderline) 4. Reach Around Jerk - CD2 Royaume-Uni 1. Strong Enough 2. No One Said It Would Be Easy 3. All I Wanna Do (live in Nashville) - Single CD Europe et single cassette 2-titres Australie, 1. Strong Enough (version LP) – 3:10 2. Leaving Las Vegas (live) – 5:29 |

## Reprises et clins d’œil
En écho à Strong Enough, le chanteur de country Travis Tritt a écrit et publié une chanson clin d’œil  intitulée Strong Enough to Be Your Man (Assez fort pour être ton mec) en 2002.